# コビー・メイヌー
コビー・ボーテング・メイヌー（Kobbie Boateng Mainoo, 2005年4月19日 - ）は、イングランドのグレーター・マンチェスター州ストックポート出身のプロサッカー選手。プレミアリーグのマンチェスター・ユナイテッドFC所属。ポジションはミッドフィールダー。イングランド代表。

## 経歴

### ユース
地元のチードル&ガトレーのユースでプレーした後、9歳でマンチェスター・ユナイテッドFCのユースアカデミーに加入した。

### マンチェスター・ユナイテッド
2022年5月にユナイテッドとプロ契約を結んだ。その後出場したEFLカップでの活躍により、同年10月にトップチームに昇格。16日のニューカッスル・ユナイテッドFC戦で初めてベンチ入りした。
2023年1月10日、EFLカップのチャールトン・アスレティックFC戦に出場してプロデビューし、2月19日のレスター・シティFC戦でプレミアリーグの公式戦に初出場した。
2023-24シーズン開幕前のアメリカツアーに帯同したが、そこで負傷して離脱した。その後復帰し、2023年11月26日のエヴァートンFC戦でプレミアリーグ初先発出場。この試合でマン・オブ・ザ・マッチを受賞した。同月29日にはUEFAチャンピオンズリーグの試合に初出場した。
2024年1月28日、ニューポート・カウンティAFCとのFAカップ4回戦でプロ初得点を記録した。2月1日のウルヴァーハンプトン・ワンダラーズFC戦では、3-3で迎えた試合終盤にプレミアリーグ初得点を記録し、これが決勝点となってチームは勝利した。後にこの得点はプレミアリーグ月間最優秀ゴールに選出された。

## 代表歴
U-17、U-18、U-19のイングランド代表に選出された。また、ガーナの代表資格も持つ。
2024年3月にU-21イングランド代表に選出されたが、その後繰り上がりでイングランドのA代表に初招集され、ブラジルとの親善試合に途中出場してA代表デビューした。続くベルギーとの親善試合では先発出場して75分間プレーし、マン・オブ・ザ・マッチを受賞した。同年6月にはUEFA EURO 2024のイングランド代表に選出され、グループステージのセルビア戦で試合終了間際に大会初出場。続くスロベニア戦では後半開始からコナー・ギャラガーに代わり出場した。スロバキアとの決勝トーナメント1回戦で初めて先発出場し、オランダとの準決勝、スペインとの決勝でも先発出場した。

## 個人成績

### クラブ
| クラブ                       | シーズン     | リーグ         | リーグ | リーグ | FAカップ | FAカップ | EFLカップ | EFLカップ | その他 | その他 | 通算 | 通算 |
| クラブ                       | シーズン     | ディビジョン   | 出場   | 得点   | 出場     | 得点     | 出場      | 得点      | 出場   | 得点   | 出場 | 得点 |
| ---------------------------- | ------------ | -------------- | ------ | ------ | -------- | -------- | --------- | --------- | ------ | ------ | ---- | ---- |
| マンチェスター・ユナイテッド | 2022-23      | プレミアリーグ | 1      | 0      | 1        | 0        | 1         | 0         | 0      | 0      | 3    | 0    |
| マンチェスター・ユナイテッド | 2023-24      | プレミアリーグ | 24     | 3      | 6        | 2        | 0         | 0         | 2      | 0      | 32   | 5    |
| マンチェスター・ユナイテッド | 通算         | 通算           | 25     | 3      | 7        | 2        | 1         | 0         | 2      | 0      | 35   | 5    |
| キャリア通算                 | キャリア通算 | キャリア通算   | 25     | 3      | 7        | 2        | 1         | 0         | 2      | 0      | 35   | 5    |

### 代表
| イングランド代表 | 国際Aマッチ | 国際Aマッチ |
| 年               | 出場        | 得点        |
| ---------------- | ----------- | ----------- |
| 2024             | 9           | 0           |
| 通算             | 9           | 0           |

## タイトル

### クラブ
マンチェスター・ユナイテッド
- FAカップ：1回（2023-24）

### 個人
- プレミアリーグ月間最優秀ゴール：1回（2024年2月）
- マンチェスター・ユナイテッドU-21最優秀選手賞：1回（2022-23）